# Barbora Antonová
Barbora Antonová (* 3. října 1968 Brno) je česká překladatelka, nakladatelka a politička, v letech 2014 až 2021 předsedkyně hnutí Žít Brno a v letech 2020 až 2023 zastupitelka Jihomoravského kraje. Od roku 2018 je její podobizna na Pražském orloji.

## Život
V letech 1984 až 1987 vystudovala Gymnázium Boskovice a následně v letech 1987 až 1993 obor čeština-francouzština na Filozofické fakultě Masarykovy univerzity (získala titul Mgr.).
Od roku 1992 se věnuje překladům a korekturám odborných, popularizačních a beletristických textů a tvorbě propagačních a publicistických textů (Extra Publishing, Computer Press / Albatros, Jota, Větrné mlýny, Petrov, Host, Dokořán, Es-ma, ERA, časopisy RozRazil, ERA21, Vozíčkář atd.). Od roku 1993 je osobou samostatně výdělečně činnou (OSVČ) v oblasti překladů a korektur. V letech 1993 až 1994, 1998 až 1999 a 2000 až 2009 byla asistentkou na Ústavu románských jazyků a literatur Filozofické fakulty MU, kde vedla předměty fonetika a fonologie francouzštiny, překladatelský seminář, češtinu pro romanisty a alternativní metody výuky francouzštiny. V letech 2002 až 2004 navíc na Katedře žurnalistiky a mediálních studií Fakulty sociálních studií MU přednášela stylistiku propagačních a reklamních textů.
Mezi roky 2008 a 2013 pracovala pro Dům umění města Brna, kde měla na starosti komunikaci s veřejností, redakci webu, sociální sítě a tvorbu, redakci a korektury textů. V roce 2014 se v nakladatelství Černá pole podílela na publikaci Teplá Praha. V roce 2015 vyučovala češtinu v Českém centru na Ukrajině a v roce 2016 se zabývala PR a fundraisingem pro Domácí hospic Tabita. Se zaměstnanci hospicu napsala knihu Praktický průvodce koncem života (2018).
V dubnu 2023 byla oceněna Cenou Františka Kriegla za pomoc nejpotřebnějším a sociálně slabým, od matek samoživitelek po ukrajinské uprchlíky.
Barbora Antonová žije v Brně, konkrétně v městské části Brno-sever. Aktivně se domluví francouzsky, pasivně pak anglicky, italsky, španělsky a rusky.

## Politické působení
Do politiky vstoupila, když se v srpnu 2014 stala předsedkyní nově založeného hnutí Žít Brno. V komunálních volbách v roce 2014 za hnutí kandidovala v rámci uskupení „Žít Brno s podporou Pirátů“ do Zastupitelstva města Brna, ale neuspěla.
Ve volbách do Senátu PČR v roce 2016 kandidovala za hnutí Žít Brno v obvodu č. 58 – Brno-město, její kandidaturu podporovala také TOP 09 a Zelení. Se ziskem 12,82 % hlasů skončila na 4. místě a do druhého kola nepostoupila.
V komunálních volbách v roce 2018 byla lídryní kandidátky hnutí „Žít Brno“ do Zastupitelstva města Brna a tudíž i kandidátkou na post brněnské primátorky. Hnutí „Žít Brno“ se však do zastupitelstva nedostalo.
V krajských volbách v roce 2020 byla zvolena zastupitelkou Jihomoravského kraje, když jako členka ŽTB kandidovala za koalici Spolu pro Moravu (tj. TOP 09, Zelení, MZH, Idealisté a LES). Po rozkolu v TOP 09 vytvořila zastupitelský klub s bývalým členem TOP 09 Janem Vitulou a Janou Drápalovou (Zelení). K rozštěpení zastupitelského klubu se nechtěla vyjadřovat s tím, že jde o věc TOP 09.
V prosinci 2021 skončila ve funkci předsedkyně hnutí „Žít Brno“, jejím nástupcem se stal Petr Kalousek. V březnu 2023 rezignovala i na mandát zastupitelky Jihomoravského kraje, nahradil ji Petr Kunc.